# Lavričeva knjižnica Ajdovščina
Lavričeva knjižnica Ajdovščina je osrednja splošna knjižnica s sedežem v Ajdovščini; ustanovljena je bila leta 1864.
Poimenovana je bila po Karlu Lavriču. Ima dislocirane enote: Vipava, Podnanos in Dobravlje in potujočo knjižnico.